# Zgornje Prapreče
Zgornje Prapreče – wieś w Słowenii, w gminie Lukovica. W 2018 roku liczyła 68 mieszkańców.